# Gronów (Krosno Odrzańskie)
Pour les articles homonymes, voir Gronów.
Gronów (prononciation : [ˈɡrɔnuf]) est un village polonais de la gmina de Dąbie dans le powiat de Krosno Odrzańskie de la voïvodie de Lubusz dans l'ouest de la Pologne.
Il se situe à environ 7 kilomètres au sud-est de Dąbie (siège de la gmina), 11 kilomètres au sud-est de Krosno Odrzańskie (siège de le powiat) et 20 kilomètres à l'ouest de Zielona Góra (siège de la diétine régionale).

## Histoire
Avant 1945, ce village était sur le territoire de l'Empire allemand dans le Royaume de Prusse dans la province de Brandebourg sous le nom de Grunow. (voir Évolution territoriale de la Pologne)
De 1975 à 1998, le village appartenait administrativement à la voïvodie de Zielona Góra.

Depuis 1999, il appartient administrativement à la voïvodie de Lubusz